# Egiziano riformato

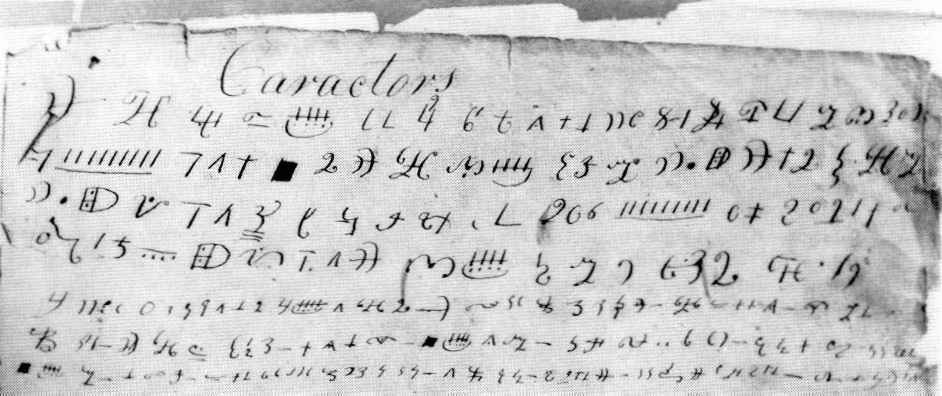
Fotografia del documento "Caractors"

L'egiziano riformato è la lingua con cui, secondo il credo della Chiesa di Gesù Cristo dei santi degli ultimi giorni, sono state scritte le tavole d'oro rinvenute dal profeta Joseph Smith nel 1827. I vari autori di questi scritti sarebbero vissuti nell'emisfero occidentale dal VI secolo a.C. al V secolo d.C. Il libro di Mormon, pubblicato nel 1830, è considerato dalla Chiesa mormone come la diretta traduzione di queste tavole d'oro. Come descritto dallo stesso Smith, una volta conclusa la traduzione, tutte le iscrizioni in egiziano antico sono state riconsegnate all'angelo Moroni.
Al di fuori della comunità mormone l'esistenza dell'egiziano riformato e del suo sistema di scrittura non viene considerata dalla maggior parte dei linguisti, poiché non vi è nessuna evidenza archeologica o linguistica che sostenga la presenza della lingua egizia o di una sua variante tra le civiltà precolombiane.

## L'egiziano riformato e il libro di Mormon
L'espressione "egiziano riformato" viene utilizzata una sola volta all'interno del libro di Mormon, cfr. "[i] caratteri che tra noi sono chiamati egiziano riformato, che ci sono stati tramandati e che abbiamo alterato secondo il nostro modo di parlare [...] nessun altro popolo conosce la nostra lingua". Secondo il libro, il profeta Nefi ha fatto uso "del sapere dei giudei e del linguaggio degli egiziani" per scrivere la sua testimonianza, la quale costituisce i primi due libri del testo. Il libro di Mormon sarebbe stato poi compilato dal profeta Mormon e dall'angelo Moroni, che hanno deciso di scriverlo in "egiziano riformato" poiché i caratteri di questa lingua occupavano meno spazio rispetto all'ebraico; inoltre, l'ebraico stesso sarebbe andato incontro a vari cambiamenti in seguito alla partenza definitiva da Gerusalemme.
Basandosi sul fatto che la lingua egizia stessa, nel corso dei secoli, fosse stata rappresentata da diversi alfabeti, gli studiosi mormoni hanno ipotizzato che il termine "egiziano riformato" si potesse riferire a uno dei diversi sistemi di scrittura egiziani modificati come lo ieratico, una forma di geroglifici scritti a mano già in uso migliaia di anni prima del I millennio a.C., o il demotico antico, una forma derivata dallo ieratico, sviluppatasi nell'Egitto settentrionale circa cinquant'anni prima degli eventi della vita del profeta Lei e delle famiglie ebraiche sbarcate nelle Americhe. Inoltre, una forma dello ieratico, chiamata "ieratico palestinese", era in uso in Palestina durante il periodo della partenza di Lei.
Anche se vi sono testimonianze in conflitto tra di loro sulle origini del libro di Mormon, i mormoni credono che Joseph Smith lo avesse scritto come la diretta traduzione di un antico testo in egiziano riformato, inciso su una serie di tavole d'oro. I metodi di traduzione di cui ha fatto uso sono diversi: per esempio, David Whitmer sosteneva che egli avesse utilizzato una "pietra del veggente", ponendola all'interno di un cappello e infilandovi poi la propria testa. La pietra avrebbe così mostrato il testo in egiziano riformato seguito dalla traduzione in inglese che, pertanto, necessitava solamente di essere ricopiata. Una volta conclusa la traduzione, Joseph Smith avrebbe riconsegnato le tavole all'angelo Moroni, rendendo così impossibile ogni studio linguistico sull'unica fonte di iscrizioni in egiziano riformato.

## La "trascrizione di Anthon"

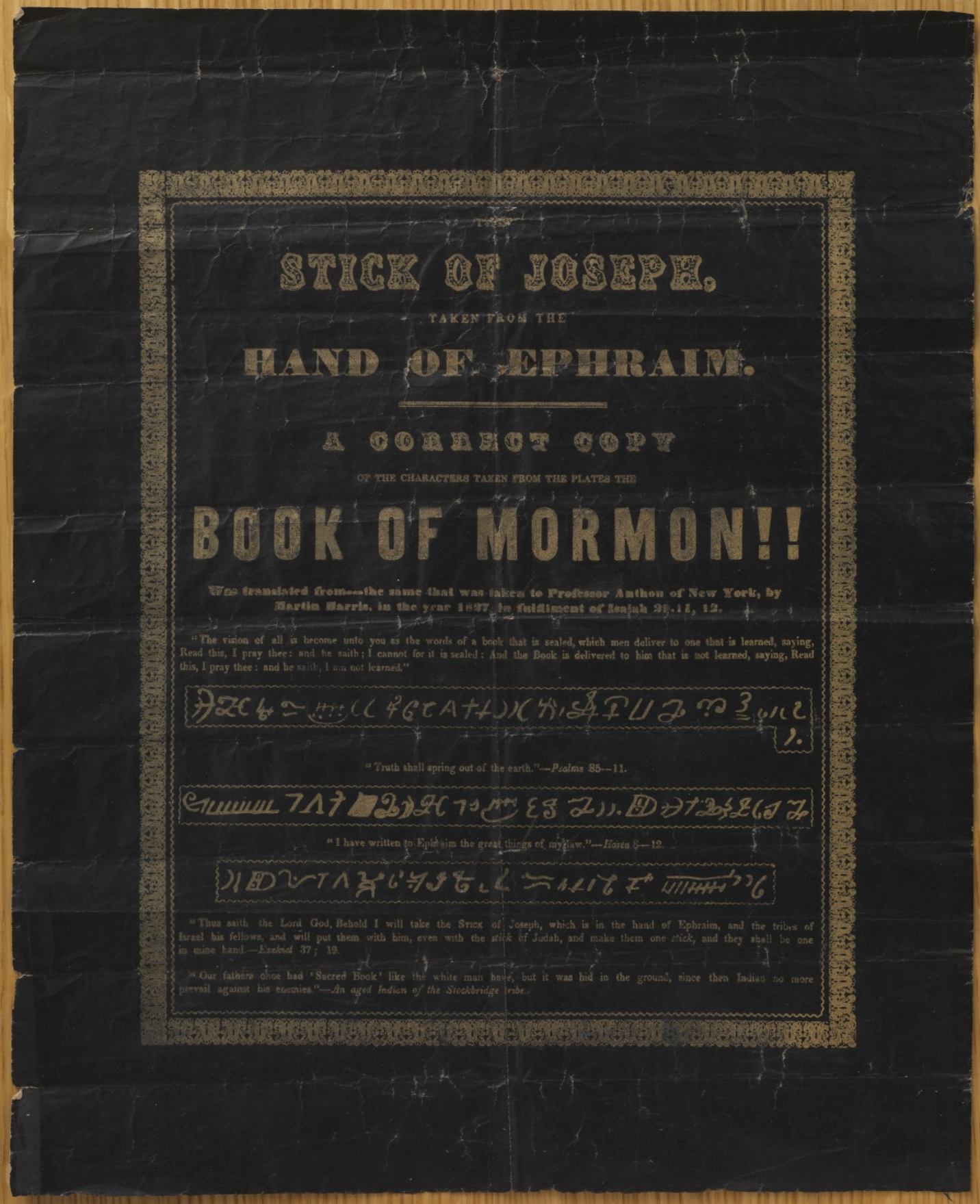
Un volantino del 1844 che include dei caratteri in egiziano riformato – gli stessi che sono stati mostrati al professore Anthon di New York da Martin Harris nell'anno 1827

La "trascrizione di Anthon" è un pezzo di carta su cui si tramanda che Joseph Smith avesse trascritto dei caratteri in egiziano riformato, copiati dalle tavole d'oro da cui è stato ricavato il libro di Mormon. Inizialmente si pensava che il manoscritto corrispondesse a quello intitolato "Caractors". Tuttavia, delle analisi grafologiche successive hanno stabilito che l'autore di quest'ultimo fosse, in realtà, John Whitmer, uno degli otto testimoni. Siccome la trascrizione di Anthon è stata consegnata a New York nell'inverno del 1828 e John Whitmer si è unito alla Chiesa solo nel 1829, il documento "Caractors" non può in alcun modo corrispondere alla trascrizione di Anthon.
Secondo Smith, la trascrizione è stata portata a New York da Martin Harris e consegnata nelle mani di un famoso professore della Columbia University, Charles Anthon. Quest'ultimo avrebbe confermato l'autenticità dei caratteri, ma subito dopo essere venuto a conoscenza delle presunte origini "divine" di tali caratteri, avrebbe stracciato il certificato di autenticità che aveva preparato. Anthon, d'altro canto, ha scritto che, sin dall'inizio, aveva creduto che Harris fosse caduto vittima di un inganno.
Nel 1844 la Chiesa di Gesù Cristo dei santi degli ultimi giorni ha pubblicato un volantino sul libro di Mormon intitolato "Stick of Joseph" (i.e. "il bastone di Giuseppe"), sul quale sono stati stampati anche dei caratteri in egiziano riformato, simili a quelli presenti nelle prime tre righe del documento "Caractors". Secondo il volantino, erano proprio quelli i caratteri mostrati al professor Anthon. Risulta improbabile che le iscrizioni riportate sul volantino provengano direttamente dal manoscritto di John Whitmer, dato che quest'ultimo è stato scomunicato nel 1838 e ha portato con sé tutti i suoi documenti.

## Opinione corrente degli studiosi sull'egiziano riformato
La maggior parte delle opere di consultazione inerenti alla storia delle lingue non fa riferimento all'egiziano riformato; nessuno studioso non appartenente alla Chiesa mormone ha mai accettato l'esistenza di una lingua o di un sistema di caratteri noto come "egiziano riformato", così com'è stato descritto nel libro di Mormon. Per esempio, nel 1966, il professore di egittologia dell'Università di Chicago John A. Wilson ha scritto: "Di tanto in tanto emergono allegazioni che sostengono l'esistenza di sistemi pittografici in America [...] In nessun caso un egittologo professionista è mai riuscito a riconoscere in questi caratteri i geroglifici egizi. Dal nostro punto di vista non esiste nessuna lingua nota come 'egiziano riformato'." L'antropologo Michael D. Coe dell'Università Yale, esperto negli studi della Mesoamerica precolombiana, ha scritto: "Di tutti i popoli del Nuovo mondo precolombiano, solo gli antichi Maya disponevano di un sistema di scrittura sviluppato." Dell'America centrale dell'epoca sono stati identificati circa quindici sistemi di scrittura diversi, molti dei quali provengono da un'unica iscrizione.

## Opinione degli studiosi mormoni sull'egiziano riformato

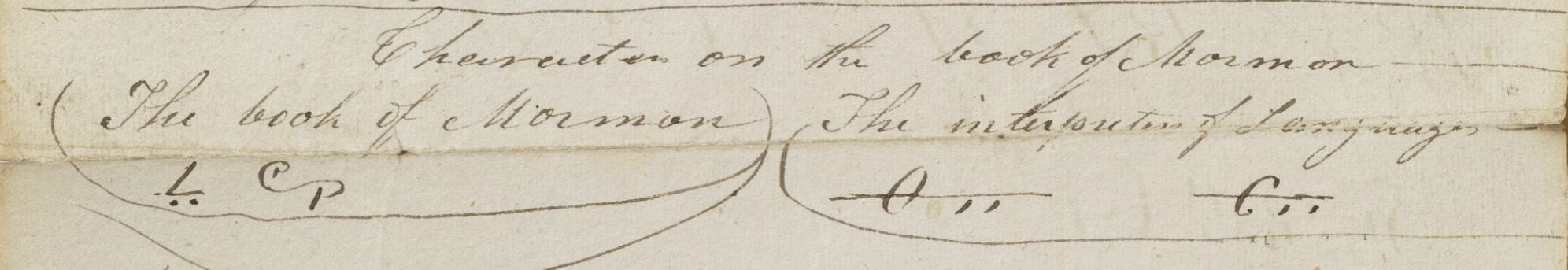
Caratteri in egiziano riformato ricopiati da Frederick G. Williams, un altro scriba di Joseph Smith, agli inizi degli anni 1830.

Gli studi dei mormoni sull'egiziano riformato sono limitati dalle poche evidenze linguistiche ottenibili dal testo del libro di Mormon e dalle sette righe del documento "Caractors", una lista di caratteri direttamente ricopiati dalle presunte tavole d'oro da cui è stato tradotto il libro di Mormon. Anche se alcuni mormoni hanno tentato di decifrare il contenuto di questo documento, secondo l'egittologo della Brigham Young University John Gee, "il corpo di scritture non è abbastanza vasto da renderne possibile un'eventuale traduzione."

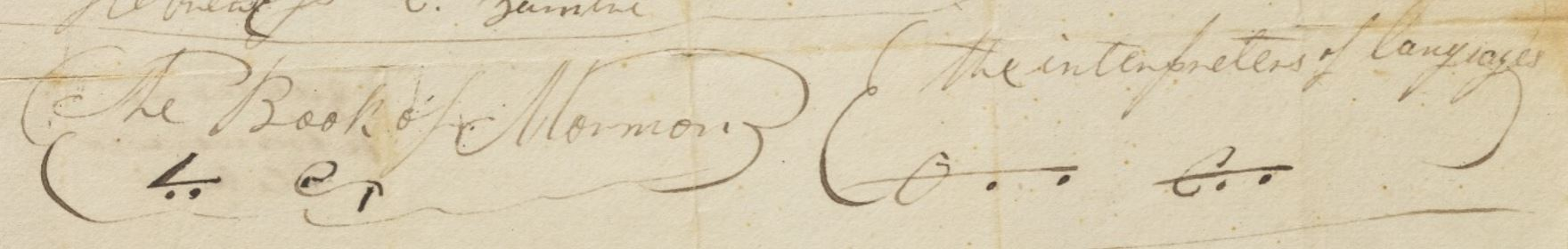
Caratteri in egiziano riformato ricopiati da Oliver Cowdery, lo scriba di Joseph Smith, agli inizi degli anni 1830.

Terryl Givens, un ricercatore della Brigham Young University, suggerisce che i caratteri possano trattarsi di esempi di simboli egizi utilizzati "per traslitterare parole dall'ebraico e viceversa", che la scrittura demotica equivalga all'egiziano riformato, e che combinazioni di lingue semitiche con caratteri egiziani modificati siano state ritrovate anche su iscrizioni della Palestina e dell'antica Siria. Altri apologeti mormoni hanno cercato di conferire a tali simboli una natura "abbreviata", sostenendo che possano essere semplicemente forme stenografiche di lingue scritte come l'ebraico, l'egiziano demotico, lo ieratico, il copto, il maya, l'olmeco o l'ogamico irlandese. Lo studioso Hugh Nibley ha dichiarato che fare riferimento al testo rivelato in inglese è molto più utile che tentare di decifrare la lingua originale.
Secondo lo studioso David Bokovoy, poiché la parola reformed non è scritta in maiuscolo nel libro di Mormon (cfr. "reformed Egyptian" invece di "Reformed Egyptian"), la parola "riformato" non dev'essere vista come parte del nome della lingua, ma solo come un aggettivo che descrive la variante di egizio utilizzata dal profeta Nefi. "Secondo questa definizione", scrive Bokovoy, "gli archeologi hanno già scoperto importanti esempi di egiziano riformato, come lo ieratico e il demotico." Egli fa, inoltre, riferimento anche a un verso del libro di Mormon in cui Moroni descrive il cambiamento della scrittura nel corso dei secoli:
(Mormon 9:32–34)